# ユーロビジョン・ネットワーク
ユーロビジョン・ネットワーク（Eurovision Network）は、欧州放送連合が定めるテレビ・ラジオの放送番組の機関である。

## 概要
1954年、スイスのジュネーヴで結成。初回は6月6日にスイス・モントルーから発信され、「ラッパズイセン・パーティー」という番組から始まった。1956年から毎年開催されているユーロビジョン・ソング・コンテストやカトリック番組「ウルビ・エト・オルビ」、世界陸上競技選手権大会などのスポーツ中継配信などを行っている。
ユーロビジョンロゴとマルカントワーヌ・シャルパンティエのテデウムが冒頭に流れる。またニュース配信ネットワークのユーロビジョン・ニュース・エクチャンジ（EVN）にも配給を行っている。
ユーロビジョンと欧州連合との間に関係はない。

## 主な番組
- ユーロビジョン・ソング・コンテスト
- ジュニア・ユーロビジョン・ソング・コンテスト
- ユーロビジョン・ヤング・ミュージシャンズ
- ユーロビジョン・クワイア
- Silvesterstadl(旧Musikantenstadl・Stadlshow、ORF・ARD（BR）・SRF共同制作)
- EBUこどもドラマシリーズ
- ウィーンフィル・ニューイヤーコンサート（ORF制作）

### 過去の番組
- Jeux sans frontières
- ユーロビジョン・ダンス・コンテスト